# Mina Kruseman
Wilhelmina Jacoba Pauline Rudolphine (Mina) Kruseman (Velp, Gld., 25 september 1839 – Boulogne-sur-Seine, Frankrijk, 2 augustus 1922) was een Nederlandse feministe, voordrachtskunstenares, schrijfster, actrice en zangeres.

## Levensloop

### Jeugd
Mina Kruseman, soms ook vermeld als Krüseman, werd in 1839 geboren als oudste van vier dochters van generaal Hendrik Georg Kruseman (1801-1880) en Jennij Dorotheé Hermine Cornelie Cantzlaar (1810-1859). Zij groeide op in Nederlands-Indië (het huidige Indonesië). In 1854, ze was toen 15 jaar, werd haar vader gepensioneerd als generaal-majoor der infanterie in het Koninklijk Nederlandsch-Indisch Leger en keerde het gezin terug naar Nederland. Na een kort verblijf in Den Haag vestigde het gezin zich in Ginneken, maar al in 1859, na de dood van de moeder, verhuisden ze naar Brussel. Mina Kruseman liet zich inschrijven op het Conservatorium om zang en pianolessen te volgen. In 1865 is ze enige tijd verloofd geweest met een zekere De Vigne van wie ze "belachelijk veel hield", zoals ze in een van haar brieven schreef. De vader van haar verloofde wilde echter geen toestemming geven en dat betekende het einde van hun relatie.

### Zangeres
Als zangeres had Mina Kruseman weinig succes. In Nederland probeerde ze in 1869 als zangeres aangenomen te worden. Ze werd echter zowel in Amsterdam en Rotterdam als in Den Haag, Utrecht en Arnhem afgewezen. Na in 1870 in Parijs haar zangopleiding te hebben voortgezet verbleef Mina Kruseman van juni 1871 - juni 1872 in Amerika. Als artiestennaam koos ze Stella Oristorio di Frama. Ook hier kreeg ze echter geen kans en haar plannen mislukten volkomen. In 1872 keerde ze terug naar Brussel.
Begin 1874 maakte ze een reis naar Italië en in 1877 vertrok ze naar Nederlands-Indië, waar ze in 1881 ging samenwonen met de bijna twintig jaar jongere schrijver, fotograaf en musicus F.J. Hoffman. Hij vestigde zich als fotograaf in het huis van Mina Kruseman, waar zij ook kamers verhuurde. Hun verhouding hielden ze geheim. Als ze beiden omstreeks 30 september 1883 vertrekken uit Soerabaja, valt het gelijktijdige vertrek van Fritz en Mina geen enkele krant op. Hun naam is niet te vinden in de lijsten van vertrokken passagiers op de schepen, die de kranten bijhielden. Op 5 november berichtte de Soerabaja Courant, dat "mejuffrouw Mina Kruseman en onzen voormalige stadgenoot, den heer F. Hoffman" in Singapore in het huwelijk zouden zijn getreden, en de krant maakte zich daar vrolijk over. Op 15 november berichtte De Locomotief dat Mina ook nog een kind had gekregen. Van een huwelijk was echter geen sprake, nergens in de huwelijksregisters in Singapore is een vermelding gevonden. Mina was dan ook hoogzwanger op het moment dat zij vertrokken. Later vestigt het paar zich in Napels. Daar wordt later nog een tweede dochter geboren. Beide kinderen stierven op jonge leeftijd. Het paar vestigde zich vervolgens in Boulogne-sur-Seine, een voorstad van Parijs (het huidige Boulogne-Billancourt). Ze leefden van Hoffmans verdiensten als fotograaf en vioolleraar en later, nadat hij zijn werk als fotograaf verloren had, van de muzieklessen en een lijfrente van Mina Kruseman. Hoffman stierf in 1918. Haar gezondheid ging achteruit, ze was slecht ter been en kwam na 1920 haar huis bijna niet meer uit. In 1922 overleed ze op 82-jarige leeftijd.

### Actrice en schrijfster
Mina Kruseman schreef haar eerste roman, Een huwelijk in Indië, toen ze in Amerika was. Het werd in 1873 na veel onenigheid met uitgeverij Nijhoff uiteindelijk door deze uitgegeven. Het boek was een aanklacht tegen het huwelijk waar de vrouw een ondergeschikte positie ten opzichte van de man aannam. Om reclame voor haar boek te maken, was ze een voorleestournee begonnen met het hoofdstuk "Uit het leven van een dokter". Kruseman maakte zelf een toneelbewerking van Een huwelijk in Indië onder de titel De echtscheiding. Dit toneelstuk werd zes keer opgevoerd met Kruseman in de hoofdrol.
De recensenten – allemaal mannen – in de kranten waren niet erg enthousiast, maar de zalen zaten toch vol. Mina trok veel publiek met haar optredens. Dat gaf haar een sterke onderhandelingspositie bij toneelproducenten. Zo kon ze een voor haar zeer gunstig contract afsluiten voor Vorstenschool met de directeuren van de Nieuwe Rotterdamssche Schouwburg-Vereeniging: voor haar 125 gulden per opvoering, 50 gulden voor haar leerling Elise Baart, en 25 gulden voor de auteur van het stuk Eduard Douwes Dekker.

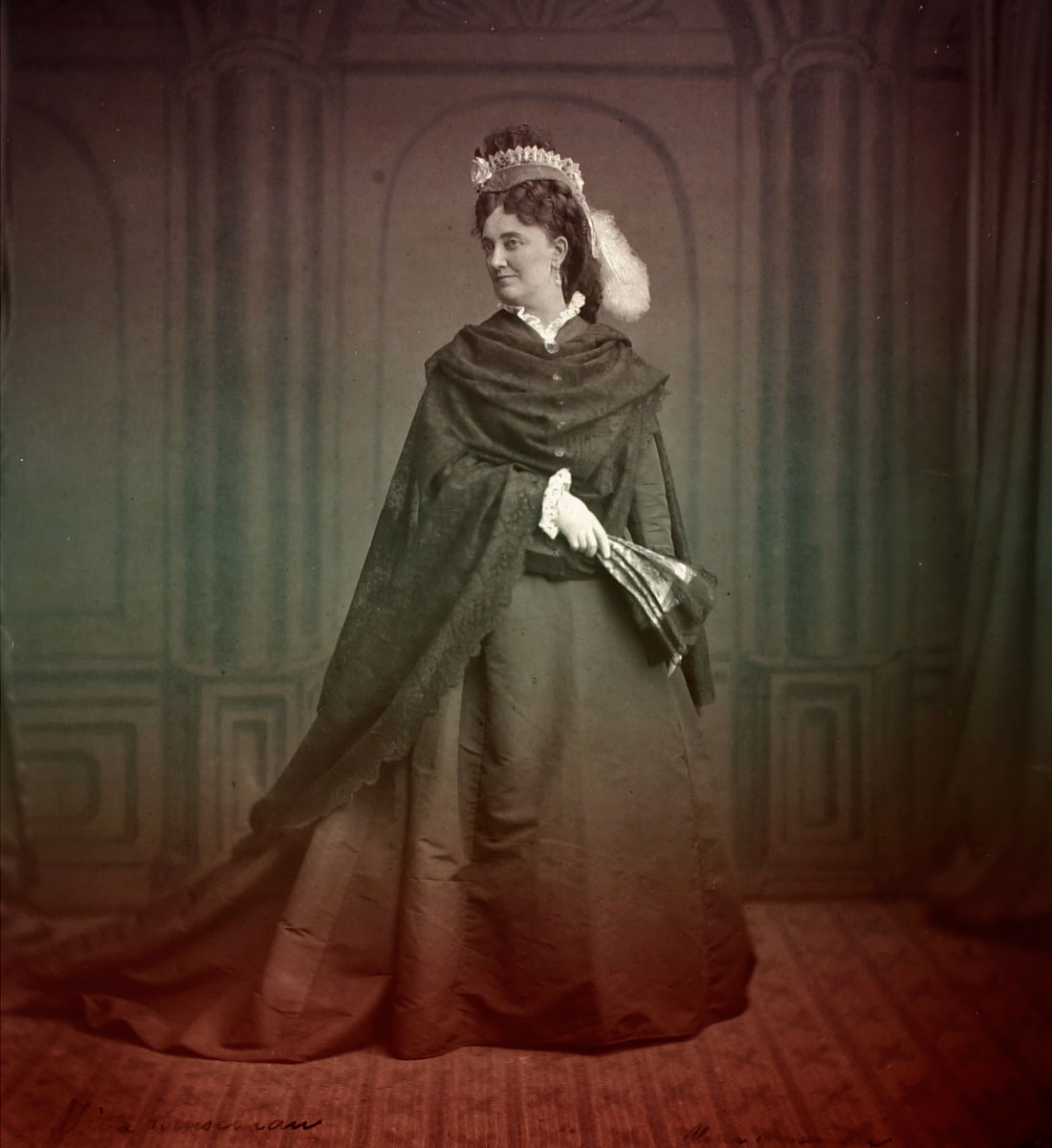
Mina Kruseman als vorstin in de Vorstenschool

In 1875 speelde Mina Kruseman de hoofdrol in het toneelstuk Vorstenschool van Multatuli. De uitvoeringen met Mina in de hoofdrol waren een groot succes, maar ze had ruzie gekregen met de auteur. Ze werd echter al gauw ontslagen. Ze had zich ook ten doel gesteld niet zo geëxalteerd te spelen als in die tijd gebruikelijk was, dat was echter veel te hoog gegrepen. De opvoeringen zonder haar brachten heel wat minder op.
In de herfst van hetzelfde jaar speelde ze samen met twee van haar leerlingen haar stuk Een blik in de kunstenaarswereld.
Voordat ze naar Nederlands-Indië vertrok publiceerde Kruseman in 1877 Mijn leven, een verzameling brieven van en aan haar uit de periode mei 1858 - maart 1877. Het boek veroorzaakte opschudding. Het boek was dan ook een afrekening met Douwes Dekker, en verder een afsluiting van haar tijd in Nederland. Het boek kwam uit op het moment, dat ze naar Indië vertrok.
In 1880, tijdens haar verblijf in Indië, speelde ze met haar leerlingen haar toneelstuk Cendrillon.

### Feministe
Eind juli 1872 schreef Kruseman in Parijs (onder haar pseudoniem Stella Oristorio di Frama) een open brief aan de Franse auteur Alexandre Dumas fils naar aanleiding van het verschijnen van zijn vrouwonvriendelijke pamflet l'Homme-Femme (juni 1872). Dumas pleitte ervoor dat vrouwen mogen worden gedood voor overspel. Hierbij zou Dumas overigens de term "féministes" ("feministen") hebben gemunt door in zijn boek te schrijven: "De feministen, vergeef mij dit neologisme, zeggen: Alle ellende komt van het niet willen erkennen dat de vrouw gelijk is aan de man, dat haar dezelfde opleiding en dezelfde rechten als de man moet worden gegeven." Met haar onmiddellijke kritische reactie op Dumas zou Kruseman de eerste worden die de aldus genaamde feministische zaak omarmde. Reeds in 1883 zou Frederike van Uildriks aan Krusemans lezingen van 1872 de 'eer' toeschrijven om 'het sein tot de vrouwenbeweging te hebben gegeven.':134

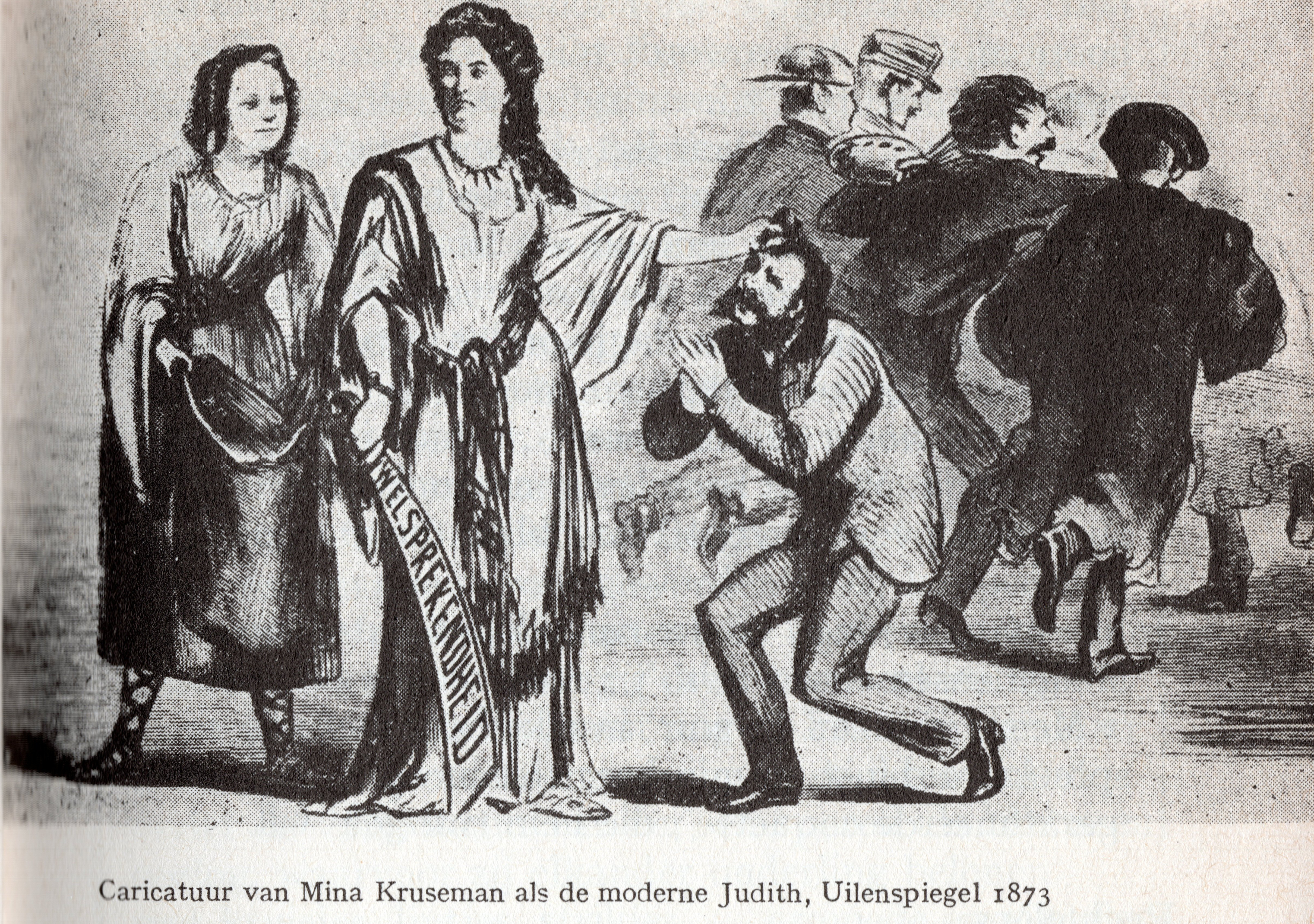
Caricatuur Mina Kruseman (1873)

Mina Kruseman wilde onafhankelijk zijn. Ze trok zich van de conventies van haar milieu weinig aan en zorgde door haar optreden voor veel opschudding en conflicten, niet alleen met haar uitgever, maar ook met Multatuli, die haar aanvankelijk waardeerde. Op spotprenten werd ze afgebeeld als een 'moderne Judith', die alle mannen wilde onthoofden. In haar optreden tijdens haar tournees, waarvan een aantal samen met Betsy Perk, een andere feministe, pleitte zij voor de emancipatie van de vrouw. Ze was tegen een huwelijk uit conventie dat ze onzedelijk vond en gelijkstelde aan prostitutie. Vrouwen moesten een behoorlijke opleiding krijgen en hadden recht op een fatsoenlijke broodwinning. In het bijzonder hield ze een pleidooi voor goede contracten voor schrijfsters en actrices.
Kruseman was ook pacifiste. Onder de indruk van de door de Eerste Wereldoorlog ontstane ellende probeerde ze een pacifistische vrouwenbeweging op te zetten.
Voor haar rol als feministe is Kruseman door een groot aantal gemeenten geëerd door een straat naar haar te vernoemen, (onder andere Arnhem, Coevorden, Delft, Enschede, Hoorn, Leiden, Spijkenisse, Tiel, Tilburg, Venlo, Venray, Waalwijk, Zaanstad), of een laan (Deventer, Vlissingen), een park (Heemskerk), een singel (Veenendaal), een weg (Tilburg) een erf (Dordrecht) of een hof (Voorschoten).